# Killer Metal Records
Killer Metal Records ist ein Musiklabel mit Sitz in Wiefelstede im Landkreis Ammerland, es hat sich auf traditionelle Spielarten des Heavy Metal und des Thrash Metal spezialisiert. Neben Erstveröffentlichungen gehören auch Rereleases zum Programm. Gründer und Geschäftsführer ist Jens Häfner.

## Hintergrund
Aus dem deutschsprachigen Raum sind bekannte Gruppen wie Edge of Thorns und Stormwarrior Teil des Repertoires von Killer Metal Records; als internationale Szenegrößen u. a. After All (Belgien), Anihilated (Vereinigtes Königreich), Damien Thorne, Halloween (beide Vereinigte Staaten), Switchblade (Israel) und Virus (Vereinigtes Königreich).
In einem Interview gut zehn Jahre nach der ersten Veröffentlichung erläuterte Häfner, dass er nur Heavy Metal „im eigentlichen Sinn“ veröffentliche, wie er stilistisch in den Jahren 1981 bis 1985 gespielt wurde.

## Vertrieb
Für den Vertrieb in Deutschland zeichnet H’Art verantwortlich.

## Trivia
Die erste Veröffentlichung des Labels, die 7"-Single Murderous Night von Soldier, hatte eine Auflage von 500 Stück. Spätere Vinylveröffentlichungen kamen dann auf höhere Auflagen, wurden aber später aufgrund eines Schwenks zum CD-Format seltener.
Metalhead hätte 2006 eigentlich die erste Gruppe mit einer CD-Veröffentlichung werden sollen. Jedoch verzögerte sich aufgrund nicht näher genannter Aspekte diese Veröffentlichung, so dass es die zwölfte auf CD wurde.
Gründer und Geschäftsführer Jens Häfner betreibt neben dem Musiklabel, das auf traditionelle Heavy-Metal-Spielarten ausgelegt ist, zwei Fanzines, die sich in einem ähnlichen Fahrwasser bewegen. Es handelt sich dabei um das 1994 erstmals aufgelegte Sammlermagazin Heavy Metal Collector sowie das 2014 aufgelegte deutsch- und englischsprachige Metal Gods.

## Veröffentlichungen (Auswahl)

### 2004–2008
- 2004: Soldier – Murderous Night (7", KMR-S001)
- 2005: After All – The Vermin Breed (LP, Album, KMR-LP001)
- 2005: Black Steel – Hellhammer (LP, Album, KMR-LP002)
- 2007: Ritual Steel – Invincible Warriors (LP, Album, KMR-LP003)
- 2007: Stormwarrior – At Foreign Shores - Live in Japan (LP, Album, KMR-LP004)
- 2008: After All – This Violent Decline (LP, Album, KMR-LP005)
- 2008: Halloween – Don't Metal with Evil (LP, Album, KMR LP006)

### 2009–2013
- 2009: Dark Mirror – Visions of Pain (CD, Album, Wiederveröffentlichung, KMR-CD001)
- 2009: Veritate – The Rise of Hatröss (LP, Kompilations-Album, KMR-LP007)
- 2009: Dark Mirror – Visions of Pain (LP, Album, KMR-LP008)
- 2009: Lonewolf – The Dark Crusade (LP, Album, KMR-LP009)
- 2010: Anihilated – Scorched Earth Policy (CD, Album, KMR-CD003)
- 2010: Colossus – ... And the Rift of the Pandimensional Under - Gods (CD, Album, Wiederveröffentlichung, KMR-CD004)
- 2010: Metal or Death I (LP, Kompilations-Album, KMR-LP010)
- 2011: Unity – Reborn (CD, Album, KMR-CD010)
- 2011: Testor – Animal Killstinct (CD, Album, KMR-CD006)
- 2011: Cyanide Scream – Unfinished Business (CD, Album, KMR-CD007)
- 2011: Damien Thorne – End of the Game (LP, Album, KMR-LP011)
- 2012: Metalhead – Metalhead (CD, Album, KMR-CD012)
- 2012: Predatory Violence – Marked for Death (CD, Album, KMR-CD013)
- 2013: Ritual Steel – Immortal (CD, Album, KMR-CD017)
- 2013: Dragonsclaw – Judgement Day (CD, Album, KMR-CD018)
- 2013: Rezinwolf – Corruption Kingdom (CD, Album, KMR-CD019)
- 2013: Virus – A New Strain of an Old Disease (CD, Mini-Album, KMR-CD021)
- 2013: Switchblade – Heavy Weapons (CD, Album, KMR-CD022)

### Seit 2014
- 2014: Edge of Thorns – Insomnia (CD, Album, KMR-CD023)
- 2015: Colossus – Drunk on Blood ...And the Sepulcher of the Mirror Warlocks (CD, Kompilations-Album, Wiederveröffentlichung, KMR-CD026)
- 2015: Maxxxwell Carlisle – Visions of Speed and Thunder (CD, Album, KMR-CD027)
- 2015: Lords of the Trident – Frostburn (CD, Album, KMR-CD028)
- 2015: Shallow Ground – Embrace the Fury (CD, Album, KMR-CD030)
- 2015: The Order of Chaos – Apocalypse Moon (CD, Album, KMR-CD031)
- 2017: Mega Colossus – HyperGlaive (CD, Album, KMR-CD034)
- 2017: Category VI – War Is Hell (CD, Album, KMR-CD035)
- 2018: The Order of Chaos – Night Terror (CD, EP, KMR-MCD-002)
- 2018: Fallen Angel – Cast Out of Heaven (CD, Album, KMR-CD040)
- 2018: Corners of Sanctuary – The Galopping Hordes (CD, Album, KMR-CD041)